# Vincenzio Sodi
Vincenzio Sodi (Florence, 1er août 1738 – Florence, 11 janvier 1807) est un facteur d'instruments florentin de la fin du XVIIIe siècle, actif entre 1778 et 1799.

## Instruments
Sa vie n'est pas documentée. Dernier facteur italien notoire de clavecins, sa production se situe dans la tradition de facture de Bartolomeo Cristofori (John Koster suppose qu'il pourrait être un élève de Giovanni Ferrini, lui-même formé auprès de Cristofori), en particulier en ce qui concerne la structure interne, avec cependant d'autres influences, notamment l'éclisse doublement incurvée à la mode des facteurs hambourgeois. Il semble être le facteur du dernier grand clavecin italien « historique » identifié. 
Clavecins qui lui sont attribués :

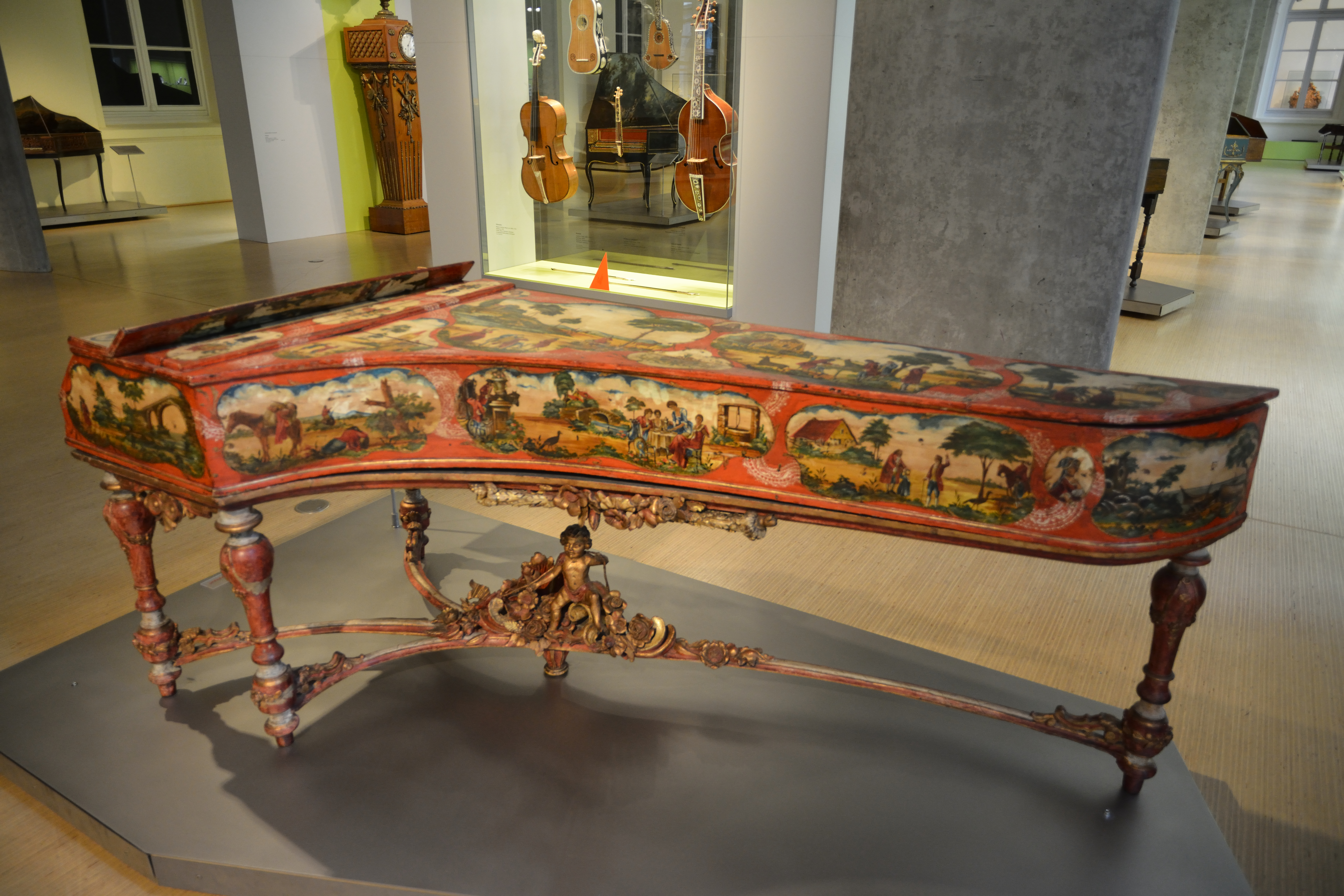
Le clavecin de Hambourg (1778) au Musée des Arts et Métiers de Hambourg.

1. 1778 (à Wangen im Allgäu, Radbon Fortepiano Collection)
2. 1778 (à Hambourg, Museum für Kunst und Gewerbe)
3. 1779 (à New York, Metropolitan Museum of Art)
4. 1782 (à Vermillion, États-Unis, Dakota du Sud)[1]
5. 1782 (à Exeter, Royal Albert Memorial Museum)
6. 1791/92 (à Bologne, collection Tagliavini)[2]
7. date inconnue et attribution incertaine (à Prague, Musée national de Prague).

Un clavecin de 1792 exposé au Musée des instruments de musique de l'Université de Leipzig a été détruit pendant la Seconde guerre mondiale.
Un piano de 1789 (à Vermillion) avait été transformé en clavecin à trois claviers par Leopoldo Franciolini.

## Discographie
- Domenico Scarlatti, Sonates pour clavecin [12] : K. 98, 123, 124, 147, 198, 326, 327, 428, 429, 454, 466, 467 - Colin Tilney, clavecin Vincenzio Sodi 1782 d'Exeter (août 1979, L'Oiseau Lyre 443 179-2)[4] (OCLC 34325548), (BNF 38285312)